# 日出町
日出町（日语：／ Hiji machi */?）是位于日本大分縣中部，屬速見郡的一個城鎮。由於與鄰近的別府市和杵築市有共同的歷史文化淵源，因此常被合稱為「別杵速見」或「別速杵地區」。
近年來逐漸成為大分市、別府市以及臨近的半導體工廠的通勤城市，使得人口呈現成長的趨勢。

## 人口
| 日出町人口分布圖 |                                               |  |
| 日出町與日本全國年齡別人口分布比較圖 （2005年資料） | 日出町的年齡、男女別人口分布圖 （2005年資料） |  |
| ■紫色是日出町 ■綠色是全国 | ■藍色是男性 ■紅色是女性                       |  |
| 日出町人口變化 \| 1970年 \| 20,207人 \| \| \| 1975年 \| 20,326人 \| \| \| 1980年 \| 21,464人 \| \| \| 1985年 \| 22,564人 \| \| \| 1990年 \| 23,589人 \| \| \| 1995年 \| 24,433人 \| \| \| 2000年 \| 26,142人 \| \| \| 2005年 \| 27,640人 \| \| \| 2010年 \| 28,221人 \| \| \| 2015年 \| 28,058人 \| \| \| 2020年 \| 27,723人 \| \| |                                               |  |
| 資料來源：日本總務省統計中心提供之人口普查數據 |                                               |  |
| 1970年 | 20,207人                                      |  |
| 1975年 | 20,326人                                      |  |
| 1980年 | 21,464人                                      |  |
| 1985年 | 22,564人                                      |  |
| 1990年 | 23,589人                                      |  |
| 1995年 | 24,433人                                      |  |
| 2000年 | 26,142人                                      |  |
| 2005年 | 27,640人                                      |  |
| 2010年 | 28,221人                                      |  |
| 2015年 | 28,058人                                      |  |
| 2020年 | 27,723人                                      |  |

## 歷史
根據豐後風土記的資料，日出町附近地區在過去被稱為大神鄉，屬於速見郡之管轄。1601年，成為豐臣秀吉夫人之外甥木下延俊侯的領地，並建築了日出城，稱為日出藩木下領。

### 年表
- 1889年4月1日：實施町村制，現在的轄區在當時分屬速見郡日出町、豐岡村、藤原村、大神村、川崎村。
- 1898年3月19日：豐岡村改制為豐岡町。
- 1954年3月31日：日出町、豐岡町、藤原村、大神村、川崎村合併為新設置的日出町。
- 1956年8月1日：南端村被廢除，部分地區被併入日出町（其餘地區被併入別府市）。

| 1889年以前              | 1889年4月1日 | 1889年 - 1912年            | 1889年 - 1912年            | 1912年 - 1926年            | 1926年 - 1944年            | 1945年 - 1954年      | 1945年 - 1954年      | 1955年 - 1988年         | 1988年 - 現在 | 現在   |
| ----------------------- | ------------ | -------------------------- | -------------------------- | -------------------------- | -------------------------- | -------------------- | -------------------- | ----------------------- | ------------- | ------ |
|                         | 日出町       | 日出町                     | 日出町                     | 日出町                     | 日出町                     | 1954年3月31日 日出町 | 1954年3月31日 日出町 | 1954年3月31日 日出町    | 日出町        | 日出町 |
|                         | 豐岡村       | 1898年3月19日 改制為豐岡町 | 1898年3月19日 改制為豐岡町 | 1898年3月19日 改制為豐岡町 | 1898年3月19日 改制為豐岡町 | 1954年3月31日 日出町 | 1954年3月31日 日出町 | 1954年3月31日 日出町    | 日出町        | 日出町 |
|                         | 藤原村       |                            |                            |                            |                            | 1954年3月31日 日出町 | 1954年3月31日 日出町 | 1954年3月31日 日出町    | 日出町        | 日出町 |
|                         | 川崎村       |                            |                            |                            |                            | 1954年3月31日 日出町 | 1954年3月31日 日出町 | 1954年3月31日 日出町    | 日出町        | 日出町 |
|                         | 大神村       |                            |                            |                            |                            | 1954年3月31日 日出町 | 1954年3月31日 日出町 | 1954年3月31日 日出町    | 日出町        | 日出町 |
|                         | 南端村       | 南端村                     | 南端村                     | 南端村                     | 南端村                     | 南端村               | 南端村               | 1956年8月1日 併入日出町 | 日出町        | 日出町 |
| 1956年8月1日 併入別府市 | 南端村       | 南端村                     | 南端村                     | 南端村                     | 南端村                     | 南端村               | 南端村               | 別府市                  | 別府市        |        |
|                         | 別府村       | 1897年4月11日 改制為別府町 | 1906年4月1日 別府町        | 1924年4月1日 改制為別府市  | 1924年4月1日 改制為別府市  | 別府市               | 別府市               | 別府市                  | 別府市        |        |
|                         | 濱脇村       | 1897年4月11日 改制為濱脇町 | 1906年4月1日 別府町        | 1924年4月1日 改制為別府市  | 1924年4月1日 改制為別府市  | 別府市               | 別府市               | 別府市                  | 別府市        |        |
|                         | 御越村       | 1901年11月1日 改制為御越町 | 1901年11月1日 改制為御越町 | 1925年1月1日 改名為龜川町  | 1935年9月4日 併入別府市    | 別府市               | 別府市               | 別府市                  | 別府市        |        |
|                         | 石垣村       |                            |                            |                            | 1935年9月4日 併入別府市    | 別府市               | 別府市               | 別府市                  | 別府市        |        |
|                         | 朝日村       |                            |                            |                            | 1935年9月4日 併入別府市    | 別府市               | 別府市               | 別府市                  | 別府市        |        |

## 交通

### 鐵路
- 九州旅客鐵道
  - 日豐本線：大神車站 - 日出車站 - 暘谷車站 - 豐後豐岡車站

### 道路
高速道路
- 東九州自動車道：速見交流道 - 日出系統交流道
- 大分自動車道：日出系統交流道
- 宇佐別府道路：速見交流道
- 日出穿越道路：速見交流道 - 日出交流道
- 大分機場道路：日出交流道 - 藤原系統交流道

## 觀光資源
- 日出城遺跡
- 致道館（日出藩校）
- 位於松屋寺的日本最大的蘇鐵

## 特產
- 城下鰈-別稱「老爺魚」，在江戶時代時要有相當身份地位才能吃的魚。

## 教育

### 高等學校
- 大分縣立日出暘谷高等學校

## 本地出身之名人
- 苅谷俊介：俳優
- 麻丘めぐみ：女演員、歌手
- 大分姐妹：雙胞胎歌手
- 河合由貴：排球選手

## 外部連結
- （日語） 日出町商工會 （页面存档备份，存于）
- （日語） 豐後國的新風土記